# أولاد سي علي بن موسى البحريين (لمصابيح التيرس)
أولاد سي علي بن موسى البحريين هو دُوَّار يقع بجماعة جنان بويه، إقليم اليوسفية، جهة مراكش آسفي في المملكة المغربية. ينتمي الدوّار لمشيخة لمصابيح التيرس التي تضم 22 دوار. يقدر عدد سكانه بـ 525 نسمة حسب الإحصاء الرسمي للسكان والسكنى لسنة 2004.

## روابط خارجية
- البوابة الوطنية للجماعات الترابية
- المندوبية السامية للتخطيط